# 山中山和洋
山中山 和洋（やまなかやま かずひろ、1970年9月17日 - ）は、栃木県那須郡那珂川町（旧那須郡小川町）出身で間垣部屋に所属した元大相撲力士。本名は中山 和洋（なかやま かずひろ）。身長176cm、体重175kg。最高位は東十両13枚目（1992年11月場所）。得意技は突き、押し。趣味はパチンコ、自転車乗り、愛称は本名の「カズ」、血液型AB型。

## 来歴
建設業の長男として生まれ、那珂川町立小川小学校4年生の頃にスポーツ少年団に入って柔道を始め、那珂川町立小川中学校3年生のときに大会優勝を果たした。中学時代は柔道部の他に相撲部にも所属しており、3年生の時に出場した栃木県の相撲大会で2位に入賞し、関東大会に出場した。予選で敗退したが、その活躍ぶりから間垣部屋の後援者に見出され、連絡を受けて訪ねてきた間垣親方（第56代横綱・若乃花）から勧誘され、親孝行したいと思って入門を決意した。中学卒業後に間垣部屋に入門し、1986年3月場所に初土俵を踏んだ。三段目までは順調に番付を上げて行ったが、膝の故障もあり、なかなか幕下に定着することが出来なかった。しかし1992年1月場所には三段目優勝を果たすと、勝ち越しを続け、同年11月場所には十両に昇進した。丸い身体を生かした徹底した突き押し相撲を得意としたが、立合いが遅く引いて落ちるといった相撲も多かった。結局、4勝11敗と大敗を喫し1場所で幕下に陥落した。その後は十両復帰を目指して幕下の土俵で相撲を取り続けたが、怪我にも泣かされ1997年3月場所を最後に26歳で現役を引退した。

## 主な成績
- 通算成績：236勝213敗21休  勝率.526
- 十両成績：4勝11敗  勝率.267
- 現役在位：67場所
- 十両在位：1場所
- 各段優勝
  - 三段目優勝：1回（1992年1月場所）

### 場所別成績
| | 一月場所 初場所（東京）   | 三月場所 春場所（大阪）  | 五月場所 夏場所（東京） | 七月場所 名古屋場所（愛知） | 九月場所 秋場所（東京） | 十一月場所 九州場所（福岡） |
| --- | ------------------------- | ------------------------ | ----------------------- | --------------------------- | ----------------------- | --------------------------- |
| 1986年 （昭和61年） | x                         | （前相撲）               | 西序ノ口38枚目 6–1      | 東序二段116枚目 4–3         | 西序二段89枚目 3–4      | 西序二段102枚目 5–2         |
| 1987年 （昭和62年） | 東序二段65枚目 5–2        | 西序二段25枚目 4–3       | 東序二段7枚目 4–3       | 西三段目90枚目 1–6          | 東序二段26枚目 6–1      | 東三段目71枚目 4–3          |
| 1988年 （昭和63年） | 東三段目54枚目 4–3        | 西三段目37枚目 4–3       | 西三段目19枚目 3–4      | 東三段目35枚目 休場 0–0–7   | 東三段目95枚目 4–3      | 東三段目71枚目 4–3          |
| 1989年 （平成元年） | 東三段目49枚目 6–1        | 東三段目3枚目 2–5        | 東三段目28枚目 5–2      | 西三段目6枚目 4–3           | 東幕下51枚目 4–3        | 東幕下38枚目 4–3            |
| 1990年 （平成2年） | 東幕下31枚目 5–2          | 東幕下16枚目 2–5         | 西幕下35枚目 2–5        | 東三段目筆頭 4–3            | 西幕下43枚目 4–3        | 西幕下30枚目 4–3            |
| 1991年 （平成3年） | 東幕下19枚目 4–3          | 東幕下13枚目 5–2         | 西幕下7枚目 1–6         | 東幕下31枚目 2–5            | 西幕下53枚目 2–5        | 東三段目14枚目 2–5          |
| 1992年 （平成4年） | 西三段目38枚目 優勝 7–0   | 東幕下26枚目 5–2         | 東幕下17枚目 5–2        | 西幕下7枚目 4–3             | 西幕下5枚目 5–2         | 東十両13枚目 4–11           |
| 1993年 （平成5年） | 西幕下10枚目 4–3          | 西幕下6枚目 6–1          | 東幕下筆頭 2–5          | 東幕下15枚目 3–4            | 西幕下21枚目 6–1        | 東幕下8枚目 4–3             |
| 1994年 （平成6年） | 東幕下4枚目 3–4           | 東幕下9枚目 4–3          | 西幕下4枚目 3–4         | 西幕下8枚目 4–3             | 東幕下7枚目 5–2         | 西幕下3枚目 3–4             |
| 1995年 （平成7年） | 西幕下8枚目 4–3           | 西幕下4枚目 2–5          | 西幕下16枚目 3–4        | 東幕下25枚目 3–4            | 西幕下35枚目 3–4        | 西幕下42枚目 6–1            |
| 1996年 （平成8年） | 西幕下19枚目 2–5          | 東幕下39枚目 1–6         | 西三段目6枚目 2–5       | 東三段目31枚目 3–4          | 西三段目46枚目 5–2      | 東三段目16枚目 2–5          |
| 1997年 （平成9年） | 西三段目43枚目 休場 0–0–7 | 東序二段3枚目 引退 0–0–7 | x                       | x                           | x                       | x                           |
| 各欄の数字は、「勝ち-負け-休場」を示す。 優勝 引退 休場 十両 幕下 三賞：敢=敢闘賞、殊=殊勲賞、技=技能賞 その他：★=金星 番付階級：幕内 - 十両 - 幕下 - 三段目 - 序二段 - 序ノ口 幕内序列：横綱 - 大関 - 関脇 - 小結 - 前頭（「#数字」は各位内の序列） |                           |                          |                         |                             |                         |                             |

## 改名歴
- 山中山 和洋（やまなかやま かずひろ）1986年3月場所-1991年9月場所
- 飛中山 和洋（とびなかやま かずひろ）1991年11月場所
- 山中山 和洋（やまなかやま かずひろ）1992年1月場所-1997年3月場所